# Bälingebygdens församling
Bälingebygdens församling är en församling i Upplands västra kontrakt i Uppsala stift. Församlingen ligger i Uppsala kommun i Uppsala län. Församlingen utgör ett eget pastorat.

## Administrativ historik
Församlingen bildades 2010 genom sammanslagning av Bälinge församling, Börje församling, Jumkils församling och Åkerby församling.

## Kyrkor
- Bälinge kyrka
- Börje kyrka
- Ebenesers kapell
- Jumkils kyrka
- Oxsätra kapell
- Åkerby kyrka

## Kyrkoherdar
Kyrkoherde är Fredrik Fagerberg. 